# Сергій Солодкий
Сергій Солодкій (народ. 24 січня) — український кліпмейкер, дизайнер і режисер. Відомий своєю роботою над кліпами популярних українських та російських виконавців: Тіна Кароль, Ані-Лорак, Юлія Думанська, Віа Гра, Віра Брежнєва, MBand, Сергій Лазарев та ін. Є режисером декількох кліпів відомого молдовського виконавця — Dan Balan.
Його відеороботи неодноразово перемагали у різних музичних конкурсах та преміях, серед яких: Премія Муз-ТВ тощо.

## Творчий шлях
Сергій розпочав свою творчість у 2008 році зі зйомок рекламних роликів, соціальних реклам та кліпів.

## Відеокліпи
Кліпи Сергія збирають десятки мільйонів переглядів у YouTube. Абсолютним лідером по переглядам є кліп російського гурту Mband на пісню «Она вернётся», що перетнув позначку у 100 мільйонів переглядів.
| Рік  | Пісня                               | Співак                            | Посилання в Youtube                               | Кількість переглядів* |
| ---- | ----------------------------------- | --------------------------------- | ------------------------------------------------- | --------------------- |
| 2010 | Сумашедший                          | Віа Гра                           |                                                   | 8,6 млн.              |
| 2010 | День без тебя                       | Віа Гра                           | [Архівовано 12 січня 2019 у Wayback Machine.]     | 9,1 млн.              |
| 2010 | Лепестками слёз                     | Віра Брежнєва та Dan Balan        | [Архівовано 10 грудня 2019 у Wayback Machine.]    | 50 млн.               |
| 2012 | Спектакль окончен                   | Поліна Гагаріна                   | [Архівовано 23 червня 2015 у Wayback Machine.]    | 39 млн.               |
| 2013 | Хороший день                        | Віра Брежнєва                     | [Архівовано 17 листопада 2018 у Wayback Machine.] | 7,5 млн.              |
| 2014 | 7 цифер                             | Сергій Лазарев                    | [Архівовано 12 січня 2019 у Wayback Machine.]     | 15 млн.               |
| 2014 | Мальви                              | Ані Лорак                         | [Архівовано 20 жовтня 2018 у Wayback Machine.]    | 4,8 млн.              |
| 2014 | Медленно                            | Ані Лорак                         | [Архівовано 6 січня 2019 у Wayback Machine.]      | 41 млн.               |
| 2014 | У меня появился другой              | Віа Гра feat.Вахтанг              | [Архівовано 4 грудня 2018 у Wayback Machine.]     | 72 млн.               |
| 2014 | Доброе утро                         | Віра Брежнєва                     | [Архівовано 13 жовтня 2018 у Wayback Machine.]    | 34 млн.               |
| 2014 | Она вернётся                        | MBand                             |                                                   | 107 млн.              |
| 2015 | Где ты, где я                       | Нюша                              | [Архівовано 5 грудня 2018 у Wayback Machine.]     | 59 млн.               |
| 2015 | Посмотри на меня                    | MBand                             | [Архівовано 10 січня 2019 у Wayback Machine.]     | 38 млн.               |
| 2015 | Это было прекрасно                  | Віа Гра                           | [Архівовано 5 грудня 2018 у Wayback Machine.]     | 38 млн.               |
| 2015 | Так сильно                          | Віа Гра                           |                                                   | 41 млн.               |
| 2015 | Мамочка                             | Віра Брежнєва                     | [Архівовано 21 січня 2019 у Wayback Machine.]     | 41 млн.               |
| 2016 | Всё исправить (OST «Всё исправить») | MBand                             |                                                   | 56 млн.               |
| 2016 | Невыносимая                         | MBand                             |                                                   | 18 млн.               |
| 2017 | Не боюсь                            | Нюша                              | [Архівовано 26 вересня 2021 у Wayback Machine.]   | 4 млн.                |
| 2017 | Помедленее                          | MBand                             |                                                   | 21 млн.               |
| 2017 | Наше лето                           | Віра Брежнєва та Dan Balan        |                                                   | 22 млн.               |
| 2017 | Свобода или сладкий плен            | Валерій Меладзе                   | [Архівовано 11 березня 2019 у Wayback Machine.]   | 8,8 млн.              |
| 2018 | Ты мой человек                      | Віра Брежнєва                     |                                                   | 22 млн.               |
| 2018 | Ниточка                             | MBand                             | [Архівовано 12 січня 2019 у Wayback Machine.]     | 9,7 млн.              |
| 2018 | Ночь                                | Нюша                              |                                                   | 15 млн.               |
| 2018 | Твой поцелуй                        | Слава                             | [Архівовано 4 жовтня 2018 у Wayback Machine.]     | 2,5 млн.              |
| 2018 | Allegro Ventigo                     | Dan Balan (feat. Matteo)          | [Архівовано 12 січня 2019 у Wayback Machine.]     | 134 млн.              |
| 2018 | Numa numa 2                         | Dan Balan (feat. Marley Waters)   | [Архівовано 15 листопада 2019 у Wayback Machine.] | 142 млн.              |
| 2018 | Кохайтесь                           | Letay                             |                                                   | 1 млн.                |
| 2019 | Balzam                              | Dan Balan (feat. Lusia Chebotina) | [Архівовано 25 грудня 2019 у Wayback Machine.]    | 36 млн.               |
| 2019 | «1+1»                               | Віа Гра                           | [Архівовано 28 лютого 2020 у Wayback Machine.]    | 3 млн.                |
| 2019 | Сильней огня                        | Жасмін                            | [Архівовано 23 лютого 2020 у Wayback Machine.]    | 1 млн.                |
| 2019 | Я буду твоя                         | Таїсія Повалій                    | [Архівовано 16 червня 2020 у Wayback Machine.]    | 2 млн.                |
| 2019 | Этот долгий день                    | Стас Михайлов                     | [Архівовано 10 січня 2020 у Wayback Machine.]     | 2 млн.                |

* — станом на 06.02.2020